# بیسز
بیسز (به لاتین: Biecz) یک شهر و گمینا در لهستان است که در گمینا بیچ واقع شده‌است. بیسز ۱۷٫۸ کیلومتر مربع مساحت و ۴٬۵۸۵ نفر جمعیت دارد و ۲۸۱ متر بالاتر از سطح دریا واقع شده‌است.